# Gordon’s Gin
Gordon’s ist eine bekannte Marke für Gin, der in der schottischen Cameronbridge-Brennerei und an weiteren Orten weltweit unter Lizenz hergestellt wird. Die Produktgeschichte reicht bis in das 18. Jahrhundert zurück. Mit 3,9 Millionen weltweit abgesetzten 9-Liter-Einheiten im Jahr 2012 war die Marke der einzige Gin unter den Top 25 Premium-Spirituosenmarken der westlichen Welt. Unter Berücksichtigung aller Marktsegmente belegt Gordon’s Gin mengenmäßig weltweit den zweiten Platz nach der philippinischen Marke Ginebra San Miguel. Gordon’s Gin gehört dem multinationalen Spirituosenkonzern Diageo, der Gordon’s allerdings im Gegensatz zu Tanqueray nicht zu seinen „strategischen Marken“ zählt.

## Geschichte

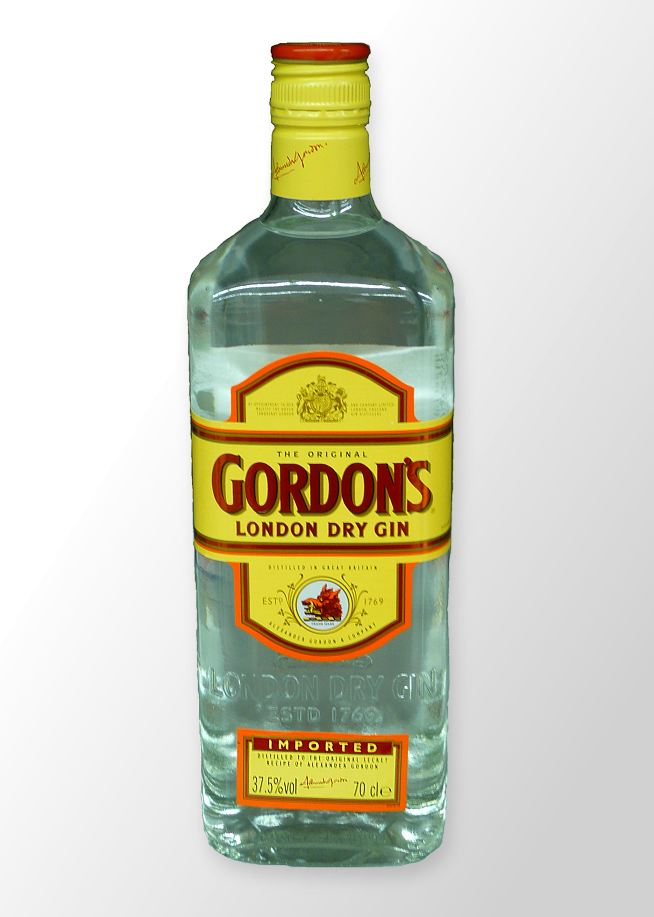
Eine Flasche Gordon’s mit der britischen Stärke von 37,5 % (Ausstattung vor 2017)

Der Schotte Alexander Gordon gründete 1769 seine Destillerie, ursprünglich im Londoner Stadtteil Southwark gelegen. Die Destillerie zog 1786 nach Clerkenwell in die Goswell Road, wo sie sich bis heute befindet. Ab 1800 belieferte Gordon’s die Royal Navy, 1898 verschmolz die Firma mit Charles Tanqueray & Co. zur Tanqueray Gordon & Co. Der letzte Nachfahre des Gründers, Charles Gordon, verstarb 1899. 1904 wurde die typische viereckige Flasche aus grünem Glas eingeführt, mit flacher Front und gewölbter Rückseite. Diese Flaschenform ist heute nur noch auf dem britischen Markt erhältlich, auf Exportmärkten und Lizenzproduktionen sind die Gordon’s-Flaschen aus klarem Glas. 1922 wurde das Unternehmen von dem schottischen Mischkonzern Distillers Company übernommen.
Gordon’s entwickelte 1929 einen Orange Gin und zwei Jahre später einen Lemon Gin, die Produktion der beiden Sorten wurde 1988 eingestellt. Seit 2011 vermarktet Diageo Gordon’s Gin zusammen mit Schweppes-Tonic als Fertigmischgetränk.
Die erste Ernennung zum Hoflieferanten erteilte König Georg V. 1925, das Unternehmen war danach noch Inhaber weiterer Royal Warrants, so des damaligen Prince of Wales, des späteren Eduard VIII. ab 1929 sowie des Königs Georg VI. ab 1941. Gordon’s ist seit 1955 Hoflieferant Königin Elisabeths II., ihre Mutter Elizabeth Bowes-Lyon ernannte Gordon’s 1988 zum Hoflieferanten. Auch König Charles III. ernannte im Dezember 2024 Gordon‘s erneut zum Hoflieferanten.

## Herstellung
Von Anfang an wurde Gordon’s aus dreifach gebranntem Neutralalkohol hergestellt. Die Rezeptur soll bis heute gleich geblieben sein, sie enthält die für Gin typische Zutat Wacholderbeeren, ferner Koriandersamen, Arznei-Engelwurz, Orangen- und Zitronenschalen sowie weitere Zutaten. Einzelheiten sind bis heute geheim. Der Unterschied zu den bis dahin bekannten Ginsorten war, dass Gordon den ursprünglich zum Gin hinzugefügten Zucker wegließ, woher auch der seitdem bis heute gebräuchliche Name London Dry Gin für diese Art der Abfüllung stammt.
Gordon’s wurde ursprünglich in der Alkoholstärke 40 Volumenprozent hergestellt.  Im Jahr 1992 senkte der Eigentümer der heutigen Alexander Gordon & Co. und damit Inhaber der Marke Gordon’s, die Diageo plc, den Alkoholgehalt für Großbritannien auf 37,5 %. Heute ist Gordon’s in verschiedenen Abfüllungen mit 37,5 %, 47,5 % und 47,3 % erhältlich. Gordon’s wird in Lizenz auch in den USA, Südafrika, Neuseeland, Kanada und anderen Ländern destilliert.
Seit einiger Zeit ist von Gordon’s auch ein Sloe Gin erhältlich, darüber hinaus gibt es aromatisierte Varianten mit Holunderblüte und Gurke.

## Marketing

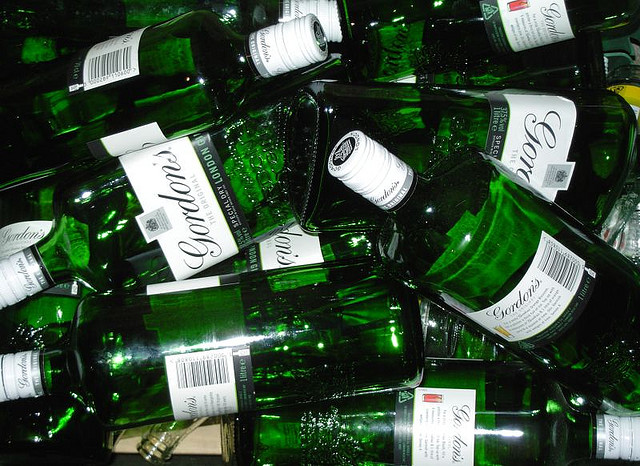
Leere grüne Gordon’s-Flaschen in einem britischen Altglascontainer

Gordon’s Gin stellte 1951 bei den Dreharbeiten für African Queen den Gin zur Verfügung, den Humphrey Bogart in seiner Rolle als Kapitän Charlie Allnutt exzessiv konsumiert und den Katharine Hepburn in einer zentralen Szene des Films über Bord schüttet. Im Gefolge des Films steigerte Gordon’s seine Verkäufe um 26 Prozent. Man entwickelte eine Werbekampagne „The African Scene“ mit Outtakes aus dem Film und verpflichtete einen Bogart-Imitator, um ein Band für ein kostenfreies Kundentelefon zu besprechen. Die Kampagne ist einer der ersten dokumentierten Fälle von Produktplatzierung in einem Hollywood-Film.
Etwa 70 % des Ende der 1990er in englischen Pubs und Clubs konsumierten Gins war Gordon’s.

## Künstlerische Rezeption
Gordon’s Gin war fast das ganze 20. Jahrhundert über Marktführer bei internationalem Markengin. Vor dem Aufkommen von Super-Premium-Marken in den 1990ern war Gordon’s in englischsprachigen Ländern fast synonym mit Gin für Martini oder Gin Tonic. Entsprechend häufig taucht das Produkt in Literatur und Film auf, ohne notwendigerweise eine bestimmte Bedeutung zu transportieren oder gar im Mittelpunkt zu stehen. Dennoch ist der soziale Konsum von Markenprodukten immer sozial konnotiert. Bei Gordon’s Gin war diese Konnotation in den USA und England ab Mitte des 20. Jahrhunderts die Mittelklasse.
Ernest Hemingway veröffentlichte 1951 in der Zeitschrift Holiday zwei Kurzgeschichten. Eine davon trägt den Titel The Good Lion und handelt von einem geflügelten Löwen aus Venedig, der nach Afrika geht. Dort lehnt er es ab, Fleisch zu fressen, insbesondere Menschenfleisch ist ihm zuwider. Dem Löwen steht der Sinn nach Pasta, die anderen Löwen lehnen ihn ab und entsprechend fliegt er nach Venedig zurück. Wieder im Herz der Zivilisation – in Harry’s Bar – bestellt er einen sehr trockenen Martini mit Gordon’s Gin. Und ein Sandwich mit Menschenfleisch.
Gordon’s Gin ist der Namensgeber des Frühwerks Gordon’s Makes Us Drunk (1972) von Gilbert & George. Der zwölfminütige Film zeigt eine absurde Sequenz, in der Gilbert & George an einem runden Tisch sitzen, Gin Tonic bis zur Trunkenheit konsumieren und so ironische Fragestellungen zu Identität, Nationalität und „gutem Benehmen“ aufwerfen. Der Dialog besteht vor allem aus dem Satz „Gordon’s Makes Us Drunk“, deutsch „Gordon’s macht uns betrunken“.